# Greenville (Maine)
Pour les articles homonymes, voir Greenville.
Greenville est une ville américaine située dans le comté de Piscataquis dans l’État du Maine. Selon le recensement de 2020, sa population est de 1 437 habitants.
La ville est centrée sur l’extrémité inférieure du Lac de Moosehead, le plus grand plan d’eau douce de l’État du Maine

## Source de la traduction
- (en) Cet article est partiellement ou en totalité issu de l’article de Wikipédia en anglais intitulé « Greenville, Maine » (voir la liste des auteurs).
- Ressource relative à la géographie :   - Geographic Names Information System
- Notices d'autorité :   - VIAF
  - LCCN
  - Israël
  - WorldCat